# غويندولين ديدييه
غويندولين ديدييه (بالفرنسية: Gwendoline Didier)‏ هي متزلجة فنية فرنسية، ولدت في 3 أكتوبر 1986 في Enghien-les-Bains ‏ في فرنسا.

## وصلات خارجية
- الموقع الرسمي
- غويندولين ديدييه على موقع الاتحاد الدولي للتزلج (الإنجليزية)